# Homoplectra monticola
Homoplectra monticola is een schietmot uit de familie Hydropsychidae. De soort komt voor in het Nearctisch gebied.